# Vrpile
Vrpile falu Horvátországban Lika-Zengg megyében. Közigazgatásilag Plitvička Jezerához tartozik.

## Fekvése
Otocsántól légvonalban 40 km-re, közúton 51 km-re délkeletre, községközpontjától Korenicától 4 km-re délnyugatra a Mrsinj kopárabb keleti lábánál fekszik.

## Története
1491-ben a mai falu határában verte meg az Egervári László horvát bán vezette horvát sereg a Krajinára és Horvátországra támadó Hasszán bég vezette török sereget. A rablott javakkal és foglyokkal visszafelé vonuló törököt meglepve közülük kilencezret levágva mintegy tizennyolcezer rabot szabadítottak ki. A szerb lakosságú falu lakóinak ősei a 17. században a török által megszállt területről vándoroltak be ide. A korenicai pravoszláv parókiához tartoztak. 1890-ben 186, 1910-ben 160 lakosa volt. A trianoni békeszerződés előtt Lika-Korbava vármegye Korenicai járásához tartozott. Ezt követően előbb a Szerb-Horvát-Szlovén Királyság, majd Jugoszlávia része lett. 1991-ben a független Horvátország része lett, de szerb lakossága még az évben Krajinai Szerb Köztársasághoz csatlakozott. A horvát hadsereg 1995. augusztus 6-án a Vihar hadművelet keretében foglalta vissza a község területét. Szerb lakossága nagyrészt elmenekült. A falunak 2011-ben 15 lakosa volt.

## Lakosság
| Lakosság változása | Lakosság változása | Lakosság változása | Lakosság változása | Lakosság változása | Lakosság változása | Lakosság változása | Lakosság változása | Lakosság változása | Lakosság változása | Lakosság változása | Lakosság változása | Lakosság változása | Lakosság változása | Lakosság változása | Lakosság változása |
| ------------------ | ------------------ | ------------------ | ------------------ | ------------------ | ------------------ | ------------------ | ------------------ | ------------------ | ------------------ | ------------------ | ------------------ | ------------------ | ------------------ | ------------------ | ------------------ |
| 1857               | 1869               | 1880               | 1890               | 1900               | 1910               | 1921               | 1931               | 1948               | 1953               | 1961               | 1971               | 1981               | 1991               | 2001               | 2011               |
| 0                  | 0                  | 0                  | 186                | 191                | 160                | 178                | 146                | 96                 | 94                 | 78                 | 65                 | 61                 | 46                 | 23                 | 15                 |

(1880-ig lakosságát Korenicához számították.)